# Schertz
Schertz é uma cidade localizada no estado norte-americano do Texas, no Condado de Bexar, Condado de Comal e Condado de Guadalupe.

## Demografia
Segundo o censo norte-americano de 2000, a sua população era de 18.694 habitantes.
Em 2006, foi estimada uma população de 28.289, um aumento de 9595 (51.3%).

## Geografia
De acordo com o United States Census Bureau tem uma área de 64,1 km², dos quais 64,1 km² cobertos por terra e 0,0 km² cobertos por água. Schertz localiza-se a aproximadamente 219 m acima do nível do mar.

## Localidades na vizinhança
O diagrama seguinte representa as localidades num raio de 8 km ao redor de Schertz.